# Xã Lafayette, Quận Clinton, Missouri
Xã Lafayette (tiếng Anh: Lafayette Township) là một xã thuộc quận Clinton, tiểu bang Missouri, Hoa Kỳ. Năm 2010, dân số của xã này là 658 người.